# Инга (Удмуртия)
Инга — деревня в Вавожском районе Удмуртии. Входит в состав Какможского сельского поселения.

## География
Деревня находится в западной части республики, на расстоянии примерно 14 км (по прямой) к северо-западу от села Вавож, административного центра района.

### Часовой пояс
Деревня Инга как и вся Удмуртия, находится в часовой зоне МСК+1. Смещение применяемого времени относительно UTC составляет +4:00.

## Население
| 2010 | 2012 |
| ---- | ---- |
| 40   | ↘39  |

### Национальный состав
Согласно результатам переписи 2002 года, в национальной структуре населения русские составляли 60 %, удмурты 38 % из 92 чел.